# 九嶺山
九嶺山是位於中國江西省西北部的山脈，九嶺山主峰九嶺尖位於武宁县、靖安县的邊界，海拔1794公尺，九嶺山脈可分為南北兩支，北支海拔較高，山脈呈東北西南走向，是修水、錦江二流域的分水嶺，全山脈除大多數位在江西省境內，西南尾端延伸至湖南省瀏陽成為瀏陽河的發源。岩層以花崗岩和其他變質岩為主，山區盛產竹子。